# 404. strelska divizija (ZSSR)
404. strelska divizija (izvirno rusko 404. стрелковая дивизия; kratica 404. SD) je bila strelska divizija Rdeče armade v času druge svetovne vojne.

## Zgodovina
Divizija je bila ustanovljena oktobra 1941 in uničena maja 1942 med bitko za Kerč. Pozneje je bila ponovno ustanovljena.